# محسن بختیار
محسن بختیار (زاده ۱ اردیبهشت ۱۳۴۴) سیاستمدار ایرانی است که سفیر جمهوری اسلامی ایران در کشور چین از خرداد ۱۴۰۲ تا اردیبهشت ۱۴۰۴ بوده است. وی همچنین سفیر آکردیته ایران در مغولستان نیز بوده است. بختیار دانش‌آموختهٔ دکترای اقتصاد از دانشگاه علامه طباطبائی است.
بختیار پیش از این در سمت معاون برنامه‌ریزی و اقتصادی وزارت نیرو، سرپرست معاونت انرژی وزارت نیرو، مدیرکل دفتر توسعه صادرات، مشاور وزیر نیرو در تأمین و تجهیز منابع مالی خارجی و مدیرکل دفتر برنامه‌ریزی تلفیقی و راهبردی این وزارتخانه بوده است.